# Przykona (gromada)
Przykona – dawna gromada, czyli najmniejsza jednostka podziału terytorialnego Polskiej Rzeczypospolitej Ludowej w latach 1954–1972.
Gromady, z gromadzkimi radami narodowymi (GRN) jako organami władzy najniższego stopnia na wsi, funkcjonowały od reformy reorganizującej administrację wiejską przeprowadzonej jesienią 1954 do momentu ich zniesienia z dniem 1 stycznia 1973, tym samym wypierając organizację gminną w latach 1954–1972.
Gromadę Przykona siedzibą GRN w Przykonie utworzono – jako jedną z 8759 gromad na obszarze Polski – w powiecie tureckim w woj. poznańskim, na mocy uchwały nr 39/54 WRN w Poznaniu z dnia 5 października 1954. W skład jednostki weszły obszary dotychczasowych gromad Bądków I, Gajówka, Gąsin, Jeziórko, Kaczki Plastowe, Laski, Olszówka, Przykona, Psary i Rogów ze zniesionej gminy Przykona w tymże powiecie. Dla gromady ustalono 22 członków gromadzkiej rady narodowej.
31 grudnia 1959 do gromady Przykona włączono wieś, kolonię i osadę leśną Ewinów, obszar leśny "Czarny Las" oraz łąki wsi Boleszyn, Smulsko i Wichertów ze znoszonej gromady Człopy w powiecie poddębickim w woj. łódzkim.
1 stycznia 1960 do gromady Przykona włączono obszar zniesionej gromady Smulsko w tymże powiecie.
31 grudnia 1971 do gromady Przykona włączono obszar zniesionej gromady Słomów Kościelny w tymże powiecie.
Gromada przetrwała do końca 1972 roku, czyli do kolejnej reformy gminnej. 1 stycznia 1973 w powiecie tureckim reaktywowano gminę Przykona.